# 숙의 신씨 (덕종)
숙의 신씨(淑儀 愼氏, ? ~ 1476년 6월 16일(음력 5월 16일))은 조선 추존 왕 덕종의 후궁이다. 승훈랑, 사직 등을 지낸 신선경의 딸로, 본관은 거창이다. 연산군부인 거창군부인 신씨와는 6촌간이고 중종비 단경왕후는 친정 7촌 조카뻘이 된다.

## 생애
증조부는 판이주현사 증 의정부우찬성 신이충이고, 할아버지는 전라도관찰사로 증 참판에 추증된 신기이며, 아버지는 승훈랑, 사직 신선경이고 어머니는 청주한씨로 관찰사 한혜의 딸이며 한상경의 손녀이다. 한명회는 외가쪽으로 6촌간이 된다. 신승선은 5촌 당숙이고 신수근, 신수영 형제와 연산군부인 신씨는 6촌간이다. 또한 중종비 단경왕후 신씨는 친정 7촌 조카가 된다.
1456년(세조 2년} 음력 8월 23일 당시 세자였던 덕종(의경세자)의 소훈으로 선발되었으며, 1456년(세조 2년) 음력 10월 19일 입궁하였다. 양반 사대부 가문 출신으로 정식 간택되어 입궁한 후궁이었으나, 입궁 이듬해에 의경세자가 병사하는 바람에 소생은 없었다.
이후 남편이 왕으로 추존되면서 신씨의 품계도 종2품 숙의가 되었으며, 1476년(성종 7년) 음력 5월 16일 사망하였다.

## 가족 관계
- 아버지 : 신선경 (愼先庚)
- 어머니 : 정부인 청주 한씨
- 시아버지 : 조선 제7대 왕 세조 (世祖, 1417년~1468년, 재위:1455년~1468년)
- 시어머니 : 정희왕후 (貞熹王后, 1418년~1483년)
  - 남편 : 추존왕 덕종 (德宗, 1438년~1457년)
- 기타
  - 5촌 당숙 : 신승선

## 같이 보기
- 신선경 묘역 - 서울특별시 유형문화재 제78호. 신씨의 아버지 신선경을 비롯한 거창 신씨의 가족 묘역이다.